# Doeko L.
Doeko L. (Gennep, 27 juni 1974) is een Nederlands dichter, schrijver en voordrachtskunstenaar. Sinds 30 november 2019 is hij de eerste officieuze stadsdichter van 's-Hertogenbosch. Hij heeft diverse bundels uitgebracht in eigen beheer.
Eind 2003 begon Doeko L. met poëzievoordrachten en deed mee aan verschillende wedstrijden. Zo won hij de Poëzieprijs van ‘s-Hertogenbosch in 2004 en finaleplaatsen op BrabantGedicht en de Landelijke PoetrySlam in 2005. 
Literair initiatief Letterbekken initieerde in 2019 de verkiezing van de stadsdichter. De hiervoor geselecteerde kandidaten waren Doeko L., Friso Woudstra, Jeanine Hoedemakers en Marion Kerkhof. In een verkiezing met meerdere rondes kregen de kandidaten de kans om een vakjury en publiek te overtuigen. De vakjury bestond uit Nick J. Swarth, Arnoud Rigter, Simon Mulder, Wout Waanders, Ilona van den Koedijk en Jitske Blom. Op 30 november werd Doeko L. met een ruime meerderheid van de stemmen verkozen tot eerste stadsdichter van ’s-Hertogenbosch.